# West Worthing Challenger 1981
Il West Worthing Challenger 1981 è stato un torneo di tennis facente parte della categoria ATP Challenger Series nell'ambito dell'ATP Challenger Series 1981. Il torneo si è giocato a West Worthing in Gran Bretagna dal 27 aprile al 3 maggio 1981 su campi in terra rossa.

## Vincitori

### Singolare
John Feaver ha battuto in finale  Jonathan Smith con il punteggio di 4–6, 7–5, 6–3

### Doppio
Chris Johnstone /  Chris Lewis hanno battuto in finale  Rory Chappell /  Schalk Van Der Merwe con il punteggio di 6–2, 6–3